# Pleurotomoides lyciaca
Pleurotomoides lyciaca é uma espécie de gastrópode do gênero Pleurotomoides, pertencente a família Clathurellidae.